# Stará Lysá
Stará Lysá (deutsch Alt Lissa) ist eine Gemeinde in Tschechien. Sie liegt vier Kilometer nordwestlich von Lysá nad Labem und gehört zum Okres Nymburk.

## Geographie
Stará Lysá befindet sich im Tal des Baches Mlynařice auf der Isertafel. Südwestlich erhebt sich der Hügel Viničky (226 m) mit dem Naturschutzgebiet „Hrabanovská černava“ und im Norden der Čihadlo (239 m).
Nachbarorte sind Čihadla im Norden, Jiřice im Nordosten, Benátecká Vrutice, Mladá und Milovice im Osten, Lysá nad Labem im Südosten, Dvorce im Süden, Otradovice im Südwesten, Sojovice im Westen sowie Skorkov im Nordwesten.

## Geschichte

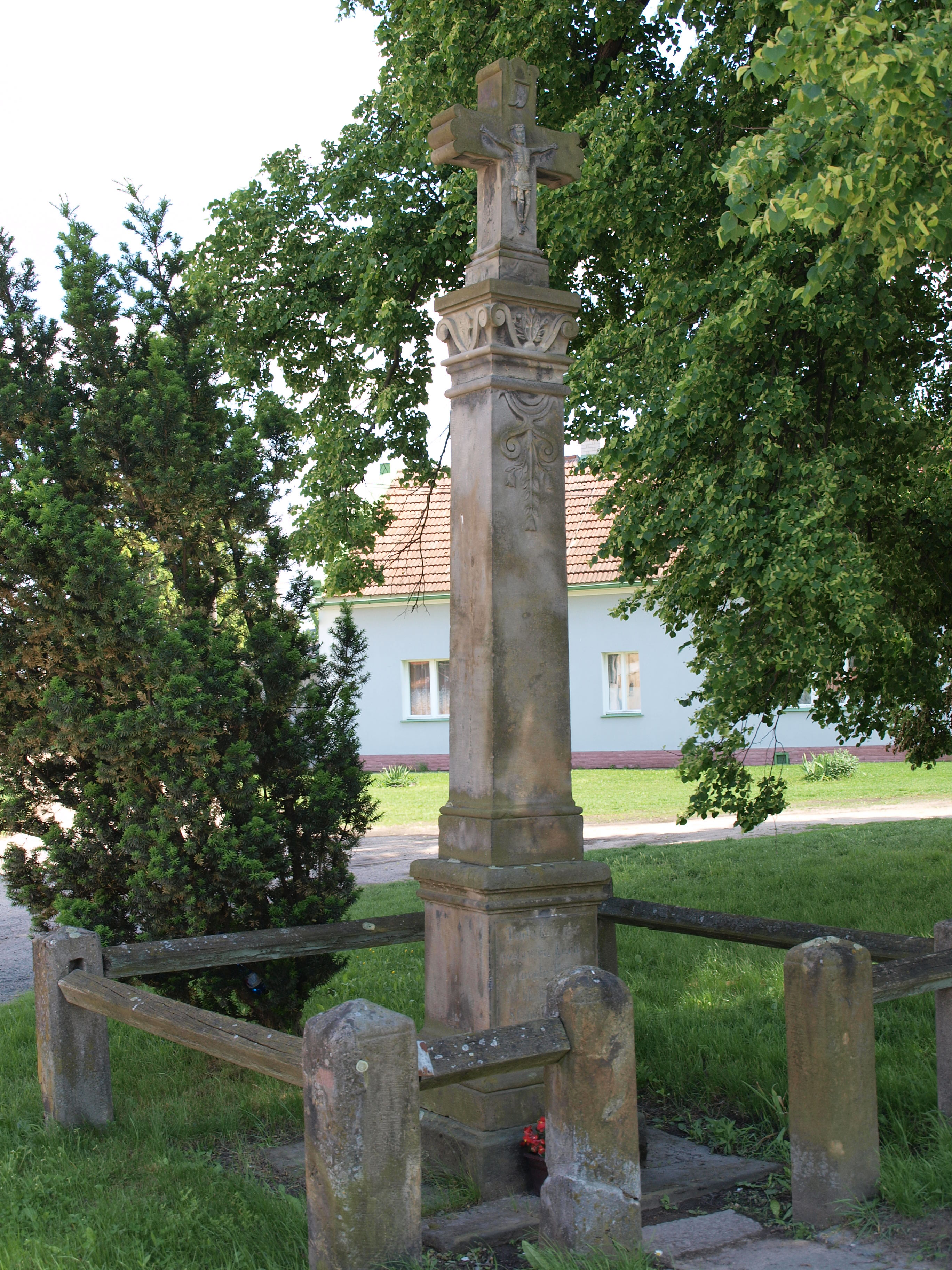
Steinkreuz

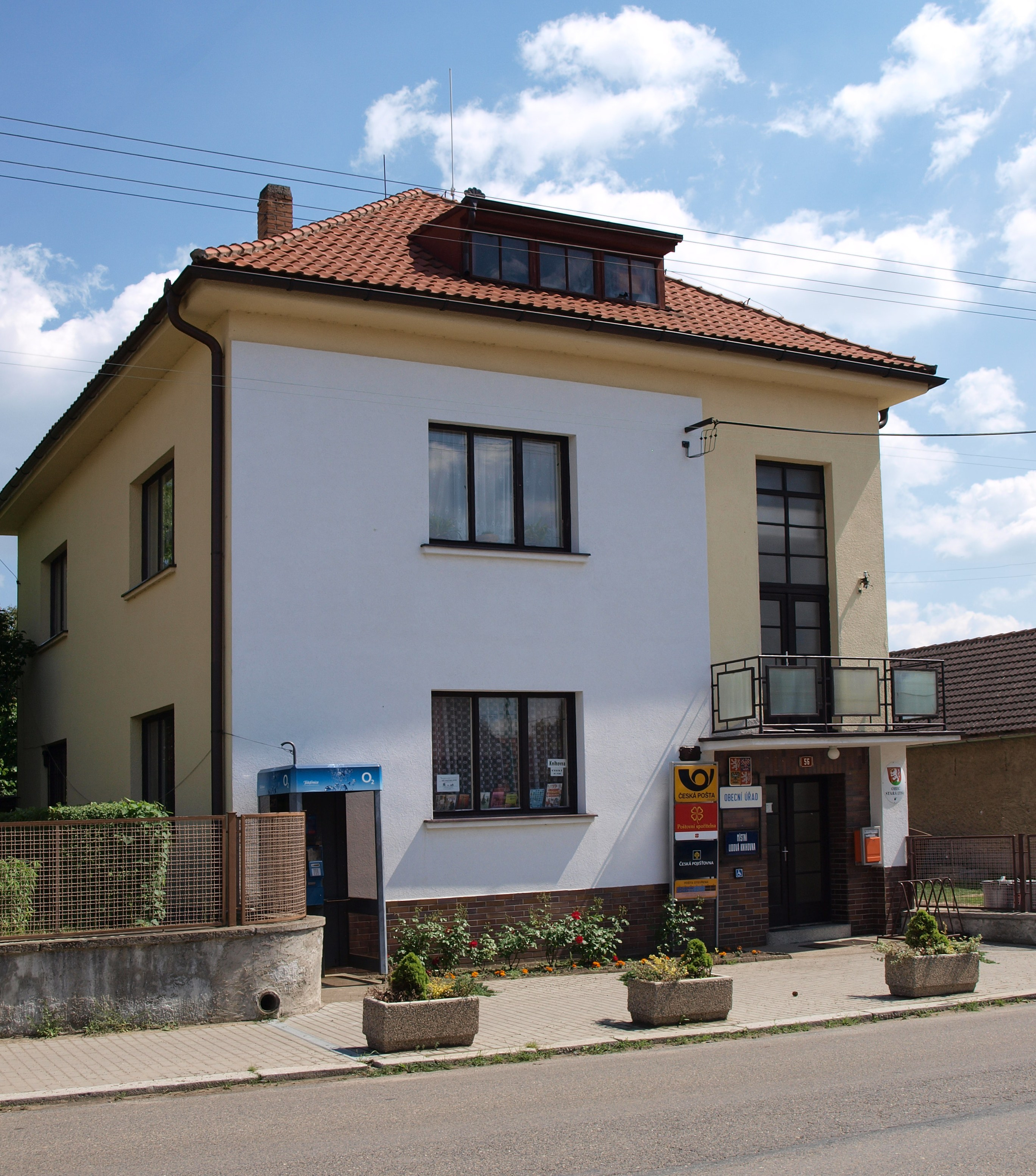
Das Rathaus

Die erste schriftliche Erwähnung erfolgte im Jahre 1013, als Herzog Oldřich auf dem Fürstenhof Lyssa seinen Bruder Jaromír gefangen hielt und entmannen ließ. Nach dem erneuten Sturz Jaromírs wurde dieser 1034 durch Oldřich in Lysá geblendet und im Jahr darauf ermordet. Als Entlohnung erhielt sein Mörder Mutiš den Hof Lysá. 1052 schenkte Břetislav I. Lysá dem von ihm gegründeten Domkapitel St. Wenzel in Stará Boleslav.
Nachdem Königin Guta von Habsburg am 4. März 1291 die am südlichen Fuße des Viničky befindlichen Ansiedlungen des Gutes Lyssa vereinigt hatte, wurde zwischen Lysá Stará und Nová Lysá unterschieden. Das „antiqum forum Lyssa“ besaß Marktrechte, verlor jedoch immer mehr an Bedeutung, als 1293 die Verwaltung nach Nová Lysá verlegt wurde.
Zu Beginn des 16. Jahrhunderts wurde die Mlynařice bei Stará Lysá zu einem großen Fischteich aufgestaut. Der von Jakob Krčín von Jelčany errichtete Teichdamm trennte das Dorf in zwei Teile: Pahůrek und Ves. Daran schloss sich mit dem um 1530 errichteten Hladoměř ein zweiter Teich an. Dieser wurde im 18. Jahrhundert trockengelegt. In der Mitte des 19. Jahrhunderts brach der Damm des Starolyský rybník und seine Flächen wurden gleichfalls zu Wiesenland. An der Stelle des wüsten Dorfes Osová entstand 1790 unterhalb des Schlosses Bon Repos die Ansiedlung Hieronymberg.
Nach der Aufhebung der Patrimonialherrschaften bildete Stará Lysá mit dem Ortsteil Čihadla ab 1850 eine Gemeinde im Bezirk Jung Bunzlau. 1949 kam die Gemeinde zum Okres Nymburk.

## Gemeindegliederung
Die Gemeinde Stará Lysá besteht aus den Ortsteilen Čihadla (Hieronymberg) und Stará Lysá (Alt Lissa).

## Sehenswürdigkeiten
- Barockes Jagdschloss Bon Repos bei Čihadla, erbaut 1715–1718 für Franz Anton von Sporck
- Glockenturm
- Kapelle Johannes des Täufers
- Kapelle St. Simon am Schloss
- Klause des hl. Hieronymus, am Schloss
- Hügel Viničky mit Resten von Befestigungsanlagen. Nach alten Schriften soll auf dem Viničky die Burg Červený hrádek gestanden sein, die während der Hussitenkriege erlosch.
- Naturschutzgebiet „Hrabanovská černava“; das in einer Mulde am Viničky gelegene 27,6 ha große, teils moorige Gebiet wurde 1933 geschützt.